# Hans Winderstein
Hans Wilhelm Gustav Winderstein (29 de Outubro de 1856 - 1925) foi um maestro e compositor alemão.
Winderstein estudou enter 1877 a 1880 no Conservatório de Leipzig, estudou violino com Henry Schradiec e Fr. Hermann, e teoria com Richter e W. Rust. Winderstein também tocou na Orquestra Gewandhaus de Leipzig. De 1880 a 1884 tocou na orquestra privada do Baron von Derwies, e depois disso foi ensinar violino no Conservatório Winterthur na Suíça, até 1887. Foi então maestro de uma orquestra em Nurembergue por três anos. De 1890 até 1893 conduziu concertos nas Sociedades Filarmônicas de Nurembergue e Fürth. Entre 1893 até 1896 Winderstein dirigiu a nova Orquestra Kaim. Em Leipzig em 1896 ele organizou a "Orquestra Winderstein", tendo conduzido este grupo de sessenta músicos continuamente até 1918.
Winderstein fundou os concertos filarmônicos em Leipzig e Halle, e teve êxito com turnês por outras cidades. De 1898 até 1899 conduziu a Singakademie Leipzig.
Entre as suas composições incluem-se Trauermarsch, Valse-Caprice e Ständchen.